# Carlyle Mitchell
Carlyle Mitchell est un footballeur international trinidadien né le 8 août 1987 à Arima. Il joue au poste de défenseur au Kaya–Iloilo.

## Carrière
Après ses débuts en TT Pro League avec le Joe Public FC, il signe le 15 septembre 2011 avec les Vancouver Whitecaps.
En 2013, Mitchell est prêté au FC Edmonton en deuxième division avant d'être rappelé le 16 mai 2013 en raison de nombreuses dans l'arrière garde des Caps.
Début 2018, il rejoint le Central FC pour disputer le CFU Club Championship 2018. Les trinidadiens terminent premier de leur groupe et se qualifient pour la demi-finale. Néanmoins avec son coéquiper Nathan Lewis, ils rejoignent l'Eleven d'Indy pour la préparation de la saison 2018 de USL.

## Carrière internationale
Il est sélectionné pour disputer la Gold Cup 2013.